# آلفا مرغ بهشتی
آلفا مرغ بهشتی یک ستاره است که در صورت فلکی مرغ بهشتی قرار دارد.